# Manoir de Bel-Air
Pour les articles homonymes, voir Bel Air.
Le manoir de Bel-Air est une ancienne demeure fortifiée qui se dresse sur la commune française de Brélès dans le département du Finistère, en région Bretagne. Il a conservé la plupart de ses bâtiments d'origine des XVIe et XVIIe siècles, disposés en « U » sur une cour fermée.
Le manoir est classé aux monuments historiques.

## Localisation
Le manoir est bâti sur la rive nord de l’Aber Ildut, qu'il domine, sur la comme de Brélès, dans le département français du Finistère.

## Historique
C’est à l’emplacement de Bel Air que certains historiens situent le légendaire Castel-Mériadec qui aurait été édifié par Conan Meriadec, premier roi de Bretagne, au IVe siècle.
Plus sûrement, le manoir remplace un édifice plus ancien situé au lieu-dit Kerengar, encore attesté en 1462, qui appartient alors à Yvon de Kerengar.
La construction du logis actuel s'étage de 1585 à 1599.
L'emplacement est stratégique, un quai et une cale donnent un accès direct à la mer aux caves du manoir. La fortune des Kerengar était directement liée à l'activité commerciale et maritime sur ce site. Encore aujourd'hui, le quai est défendu par quatre canons placés là depuis le XIXe siècle.
« Priez pour François de Kerengar qui m’a fait faire et Bel Air m’a nommé 1599 », telle est la devise figurant au-dessus de la porte principale du logis.
Le manoir de Bel-Air reste dans la descendance des Kerengar jusqu'en 1810, date à laquelle il passe entre les mains de la famille de Claisrambault (de chêne à un arbre arraché de sinople). Il est racheté au milieu du XIXe siècle par le baron Grivel, vice-amiral, vétéran des campagnes du Premier Empire, sénateur sous le Second Empire. À cette époque, la légende situe un séjour à Bel-Air de Victor Hugo. Le manoir devient la propriété de la famille de Taisne de Raymonval en 1893.
Bel-Air fait l’objet d’importants travaux de restauration depuis le début des années 2000 (aile nord, cale).

## Description
L'aspect défensif est exprimé par son plan carré organisé autour d’une cour fermée à l’est par un haut mur. L'ensemble incarne parfaitement le type du manoir breton de la fin du Moyen Âge, incluant de nombreux éléments décoratifs, à commencer par l'appareillage des façades.
Le logis, construit en 1599 par François de Kerangar, est resté intact et a conservé ses dispositions d'origine, en particulier des éléments défensifs et décoratifs : deux échauguettes sur la façade ouest et le dispositif d'un ancien pont-levis. À l'intérieur, deux très belles cheminées ouvragées et peintes. Dans la salle principale, 4 visages encadrés d'entrelacs sont sculptés en demi-relief sur une cheminée polychrome. Deux d'entre eux semblent représenter le roi Henri III et sa mère Catherine de Médicis.
Les deux ailes en retour d'équerre ont sans doute été ajoutées au XVIIe siècle. 
À l'intérieur, sur le manteau de la cheminée de la grande salle, on peut voir quatre hauts-reliefs sculptées représentant deux couples.

## Protection aux monuments historiques
Le manoir, à savoir : logis et ailes en retour, murs de clôture, portail et sol de la cour, colombier, cales et pilier d'entrée de l'allée, fait l’objet d’un classement au titre des monuments historiques par arrêté du 9 septembre 1993.

## Domaine
Sur le domaine, subsistent encore le colombier, de plan classique rond (XVIIe siècle), et un moulin en ruine.